# Kanem
Říše Kanem, též Kánem-bornuská říše byl středověký státní útvar, který existoval od 9. do konce 14. století v Africe v okolí Čadského jezera. Říše se rozkládala na území dnešních států Čad, Niger a Nigérie. Největšího rozmachu dosáhla říše poté, co její původně animističtí vládci koncem 11. století konvertovali k islámu.
V místech, kde začínala obchodní cesta napříč Saharou do Tripolisu, se začal v 9. století tvořit nový státní útvar, říše Kanem (Kano). Pod tímto jménem je však známa až od 13. století. Místo bylo zároveň důležitou zastávkou na západovýchodní trase od Atlantiku do Núbie.
Říši nejspíše založili kočovníci mluvící jazykem Teda-Daza. Mimo této skupiny však zde žili lidé z  etnika Zaghawa, kteří postupně v říši získali převahu. Vládce, či spíše animistický duchovní či šaman, Sayfawa založil po roce 850 vládnoucí dynastii. Její představitele však nelze považovat za vládce, spíše se jednalo o nejvyšší duchovní představitele. Tradice poukazuje na to, že vládnoucí dynastie byla arabského původu a pocházela z rodu legendárního jemenského hrdiny Saífa ibn Dhí Jazana.
Hlavním faktorem, který ovlivnil další rozvoj říše, bylo přijetí islámu. Vládnoucí dynastie konvertovala k islámu v roce 1086. Postupně k islámu přešel i všechen lid, který se však jen těžce vzdával tradičního náboženství. Islám přinesl do říše i rozvoj vzdělanosti a rozvoj vztahů s Arábií a Středomořím. Rozsah říše kolem roku 1200 je patrný z přiložené mapy.
Ve 14. století začaly v říši propukat nepokoje. Vládnoucí dynastie Sayfawa se odebrala do exilu a založila s pomocí etnika Kanembu nový stát v Bornu. Tím vznikl nový státní útvar Kanem-Bornu.